# Pier Paolo Vergerio, o Velho
Pier Paolo Vergerio, o Velho (Pier Paolo Vergerio il vecchio, Pedro Paulo Vergério, o Velho) (Capodistria, República de Veneza, atual Eslovênia, 23 de Julho de 1370 - Budapeste, Reino da Hungria, 8 de Julho de 1444), foi humanista, pedagogista, filósofo, poeta, historiador e jurista italiano. Notabilizou-se sobretudo por causa da publicação da sua comédia Paulus, ad iuvenum mores corrigendos (1388-1390) e devido ao seu tratado De ingenuis moribus et liberalibus adolescentiae studiis (1400-1402), onde expressou os novos valores educativos dos humanistas florentinos, que consideravam o estudo de humanidades como o único digno de um homem livre e da sua vocação para o mundo e civil.

## Biografia
Pier Paolo Vergerio estudou gramática e retórica em Pádua (1385), e direito canônico em Florença (1386), quando teve aulas com Francesco Zabarella (1360-1417) e fez amizades com Coluccio Salutati.  Em 1388-1390 deu aulas em Bolonha.  Em 1393 ensinou dialética em Pádua e em 1398 esteve temporariamente em Florença para estudar grego com Manuel Crisoloras.  Recebeu seu diploma de Mestre da Artes em março de 1405, em Pádua.  Tornou-se célebre por escrever uma das primeiras comédias conhecidas do Renascimento italiano, Paulus, ad iuvenum mores corrigendos (1390), que foi baseada no estilo do dramaturgo romano Terêncio.  Ele ensinou lógica em Pádua e Florença, e foi tutor dos príncipes da Carrara na corte em Pádua.  Em 1405 Pádua foi tomada pelos venezianos.  Depois de 1406 vamos encontrá-lo como secretário do papa Inocêncio VII e do papa Gregório XII.  Hans Baron (1900-1988) escreveu que A Catástrofe de 1405 arruinou a carreira de Vergerio como humanista.
Mais tarde se tornou cônego de Ravena e participou como embaixador do Concílio de Constança em 1414, junto com Zabarella, que infelizmente morreu durante o Concílio.  No ano seguinte ele foi um dos quinze delegados que acompanhou o Imperador Sigismundo a Perpignan, onde algumas tentativas estavam sendo feitas para convencer o papa Benedito XIII a renunciar a suas reivindicações.  Desde 1417 até a sua morte exerceu o cargo de secretário do Imperador Sigismundo.
Em julho de 1420, ele foi o principal orador por parte dos católicos na disputa Hussita realizada em Praga.  Embora nunca tenha se casado e provavelmente fizesse parte dos frades menores, nunca foi sacerdote.
Pier Paolo Vergerio foi o primeiro a publicar a obra África de Petrarca para o público entre 1396-1397.
Vergerio é visto por muitos como o fundador da pedagogia moderna.

## Obras
- Poetica enarratio e le Quaestiones de Ecclesiae potestate, publicado por Carlo Combi[4], em 1882.
- Pro redintegranda uniendaque Ecclesia.
- Historia principum Carrariensium ad annum circiter MXXXLV. Publicado por Muratori.
- Vita Petrarcae (Vida de Petrarca), publicado por Tomasini[5] em Petrarca redivivus, e republicado em Pádua em 1635.
- Paulus, ad iuvenum mores corrigendos (escrita entre 1388 e 1390).
- De ingenuis moribus ac liberalibus studiis (escrita entre 1400 e 1402).
- 146 Cartas que foram publicadas pelos Lucianos, em Veneza, em 1887.
- Gesta Alexandri Magni de Arriano.
- Vida de Sêneca
- Das boas maneiras (1402).  Foi caracterizado por Quentin Skinner como o primeiro tratado sobre educação própria dos príncipes.
- Panegírico sobre São Jerônimo.
- De arte metrica (Tratado sobre a arte métrica em colaboração com Zabarella[1]).
- De principibus carrariensibus et gestis eorum liber (1397)